# Paramonacanthus pusillus
 Paramonacanthus pusillus és una espècie de peix de la família dels monacàntids i de l'ordre dels tetraodontiformes.

## Morfologia
- Els mascles poden assolir 14,6 cm de longitud total.
- Nombre de vèrtebres: 19.[4][5]

## Hàbitat
És un peix marí, de clima tropical i demersal que viu entre 28-79 m de fondària.

## Distribució geogràfica
Es troba des del Mar Roig fins a Sud-àfrica, el nord d'Austràlia i el sud del Japó.

## Observacions
És inofensiu per als humans.